# Monthly Comic Gene
Monthly Comic Gene (月刊コミックジーン?, Gekkan Komikku Jīn) è una rivista giapponese di manga shōjo, pubblicata dalla Media Factory a partire dal 15 giugno 2011. Il debutto doveva avvenire nell'aprile 2011, ma poi fu ritardato di due mesi a causa del terremoto e maremoto del Tōhoku del 2011.

## Opere serializzate
- Akaya Akashiya Ayakashi no
- Akkun to kanojo
- Andromalius
- Antimagia
- Aoharu Tetsudō
- Aokubi Daion - Nama desu no.
- Aquarion Evol
- Boku no Tonari ni Ankoku Hakaishin ga Imasu.
- Boku to Senpai no Tekken Kōsai
- Brave 10 S
- Butsuzō no Machi
- Card Master
- Cyber Dorothy
- Dokusai Grimoire
- Double Gauge
- Fizon Core
- Gene Metallica - Machine-Doll wa kizutsukanai Re:Acta
- Ginyū Gikyoku Black Bard
- Hoshi o ou kodomo: Agartha no shōnen
- Imasara Nostradamus
- Jijō Ari Undead
- Jūgo Shōnen Hyōryūki
- Kagerō Days
- Kaizoku Haku
- Kamusari
- Kimi no Chronos
- Kioh x Kioh
- Kuroinu O'Clock
- Kyokō no Ō
- Lucky Dog 1 Blast
- M@te!!
- Mahō sensō
- Makai Ishi Mephisto
- Malicious Code
- Maria†Holic Spin-off
- Mikagura gakuen kumikyoku
- Mofu Danshi
- Niche Sensei - Konbini ni, Satori Sesai no Shinjin ga Maiorita
- Night Walker
- Nirvana
- Ore Alice - Danjo Gyakuten
- Orenchi no furo jijō
- Orthoros
- Rack - 13-kei no Zankoku Kikai
- Ranobe Ōji Seiya
- Rengoku no Karutagura
- Ryū wa Tasogare no Yume o Miru
- Santaku Rose
- Sekimen Danshi Makkasa
- Servamp
- Shinjigen Ascension
- Shūen no Shiori
- Shūjin to Kamihikōki - Shōnen Paradox
- Soko ni Ita no Nishiyama-san
- Tales of Xillia - Side;Milla
- Tenka!
- Toilet no Hanatarō
- Uta Koi. Ibun - Uta Hen.
- Vatican kiseki chōsakan
- Warui Koto
- Zannen, Koko wa Sekai no Uragawa desu.
- Zenin Chū-2-Byō Gakuen